# Samuel Adler
Samuel Hans Adler (født 4. marts 1928 i Mannheim, Tyskland) er en amerikansk/tysk jødisk komponist. professor, dirigent og forfatter.
Adler flygtede til Worcester, Massachusetts i USA (1939) med sin familie fra Tyskland grundet nazismens indtog. Han studerede komposition på Boston University og Harvard University hos bl.a. Aaron Copland, Paul Hindemith, Walter Piston og Randall Thompson, og direktion hos Serge Koussevitzky i Tanglewood. Han har skrevet 6 symfonier, orkesterværker, kammermusik, operaer, korværker, sange, instrumental musik for mange instrumenter etc. Adlers kompositioner er ofte religiøst inspireret. Han var professor og lærer i komposition på bl.a. Eastman School of Music, Rochester Universitet og Juilliard School of Music i New York.

## Udvalgte værker
- Symfoni nr. 1 (1953) - for orkester
- Symfoni nr. 2 (1957) - for orkester
- Symfoni nr. 3 "Diptykon" (1960 Rev. 1980-1981) - for symfonisk band
- Symfoni nr. 4 "Geometri" (1967) - for orkester
- Symfoni nr. 5 "Vi er ekkoerne" (1975) - for mezzosopran og orkester
- Symfoni nr. 6 (1985) - for orkester
- 3 Klaverkoncerter (1983, 1997, ?) - for klaver og orkester (nr.3 - for klaver og strygeorkester)
- Guitarkoncert (1998) - for guitar og orkester
- CelloKoncert (1999) - for cello og orkester
- Violinkoncert (2015) - for violin og orkester